# دوري كرة القدم الماليزيي الممتاز 2004
دوري كرة القدم الماليزيي الممتاز 2004 هو موسم من دوري كرة القدم الماليزيي الممتاز ‏. فاز فيه MPPJ Selangor F.C. ‏.